# 이언 찰슨
이언 찰슨(Ian Charleson, 1949년 8월 11일 ~ 1990년 1월 6일)은 영국의 배우이다.
에든버러에서 태어났으며 런던에서 사망하였다.

## 영화
- 오페라 (1987년)
- 카 트러블 (1985년)
- 그레이스토크 (1984년)
- 루이지애나 (1984년)
- 간디 (1982년)
- 불의 전차 (1981년) - 에릭 리델 역